# Lingue Valyriane

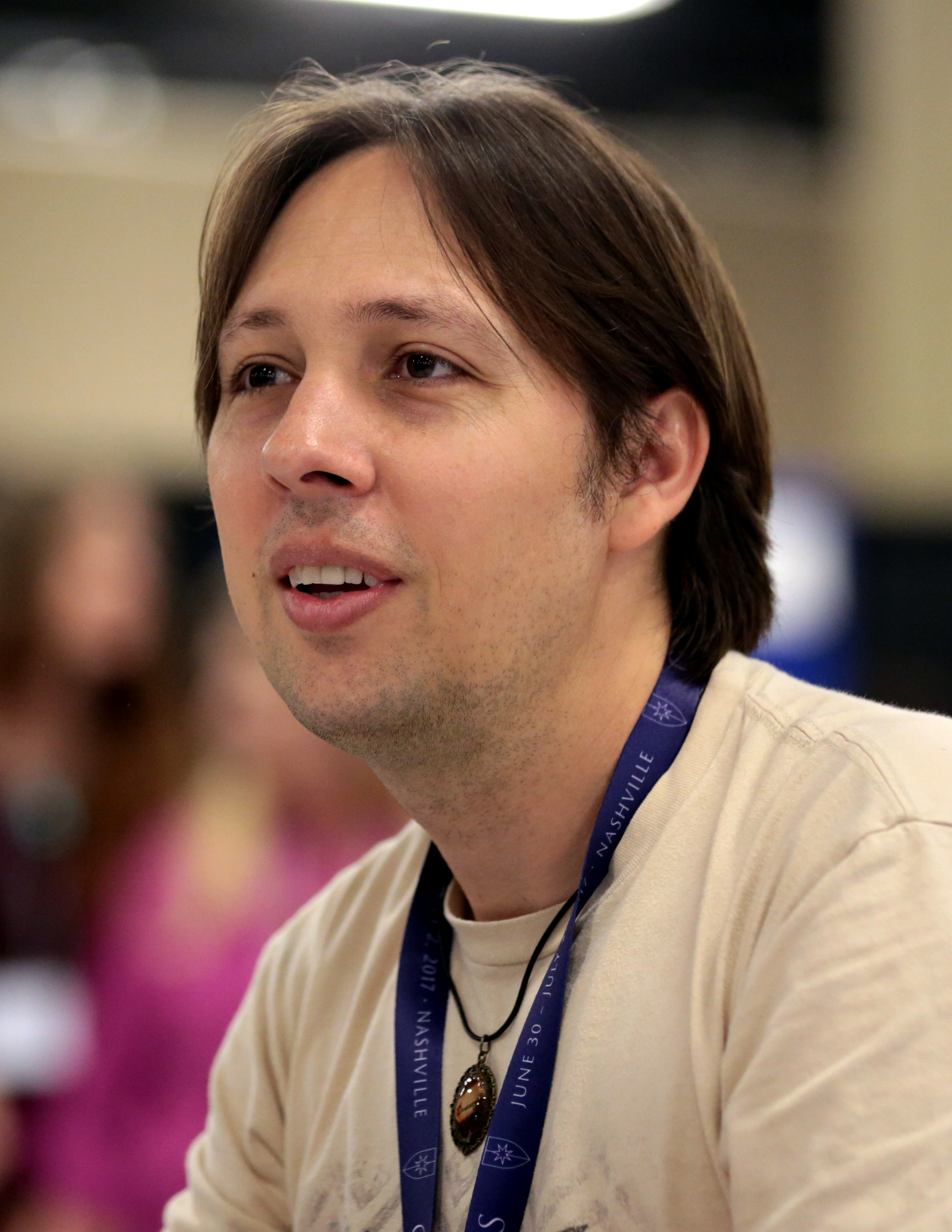
David J. Peterson, creatore del Valyriano parlato per Game of Thrones

Le lingue valyriane sono una famiglia linguistica nella saga fantasy Cronache del ghiaccio e del fuoco di George R. R. Martin e nell'adattamento televisivo Il Trono di Spade.
Nei romanzi, l'Alto Valyriano e le lingue da esso derivate sono spesso menzionate; nonostante ciò, non vengono presentate se non per qualche parola. Il linguista David J. Peterson ha creato l'Alto Valyriano, con anche le lingue derivate parlate ad Astapor e a Meereen, per la serie TV, basandosi sui frammenti presenti nei libri.

## Alto Valyriano
Nel mondo delle Cronache del ghiaccio e del fuoco l'Alto Valyriano occupa un posto simile a quello che il latino aveva nell'Europa medievale. I romanzi descrivono come essa non sia più utilizzata come lingua di scambio comune, ma piuttosto come lingua dell'educazione e dello studio dai nobili di Essos e Westeros, con un'ampia letteratura e molte canzoni composte in questa lingua.
È possibile impararlo sulla piattaforma Duolingo

### Creazione
Per creare il Dothraki e le lingue Valyriane presenti in Il Trono di Spade, la HBO ha selezionato il linguista David J. Peterson attraverso una competizione fra diversi creatori di lingue. I produttori hanno dato a Peterson carta bianca per lo sviluppo delle lingue anche perché, come riportato dallo stesso Peterson, George R. R. Martin non era molto interessato a questo aspetto della sua opera. I romanzi già pubblicati includono solo poche parole in queste lingue, fra cui valar morghulis ("tutti gli uomini devono morire"), valar dohaeris ("tutti gli uomini devono servire") e dracarys ("fuoco di drago"). Per il romanzo annunciato, ma non ancora pubblicato, The Winds of Winter, Peterson ha fornito a Martin diverse traduzioni in valyriano.